# Pompon

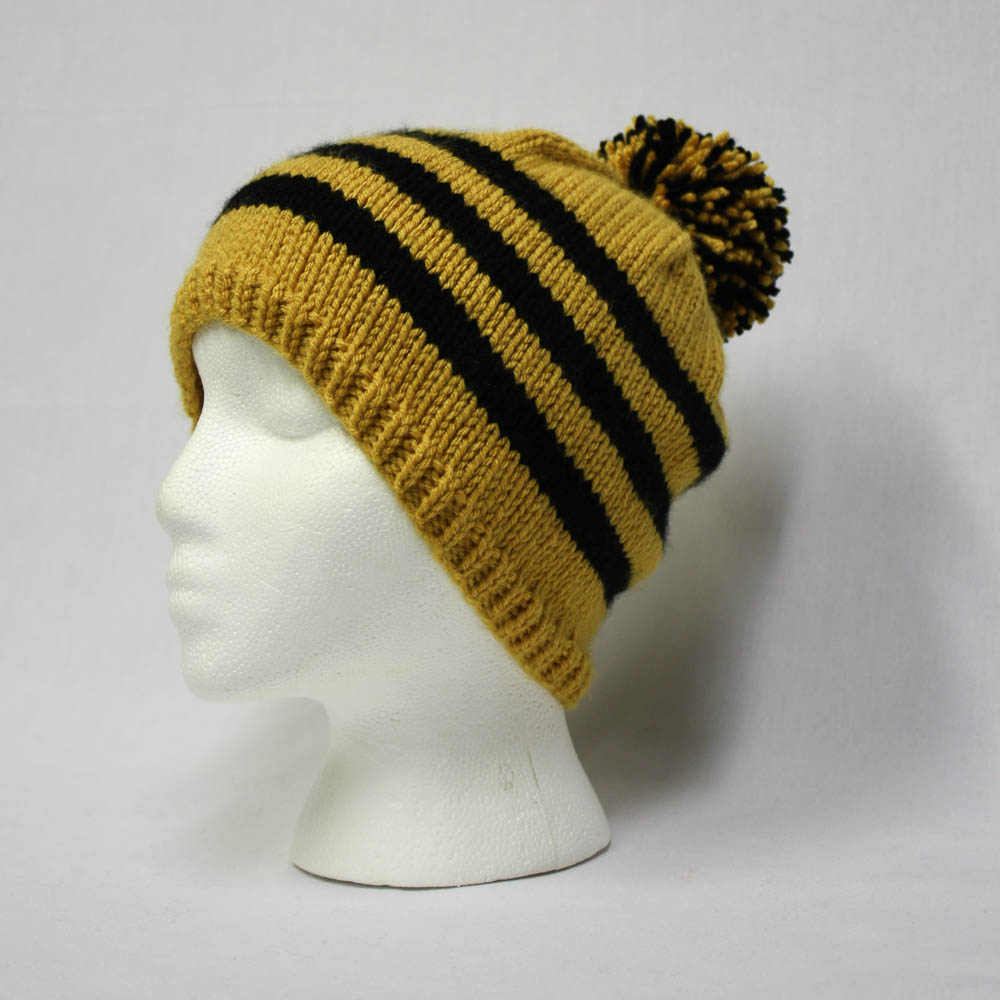
Berretto con pompon

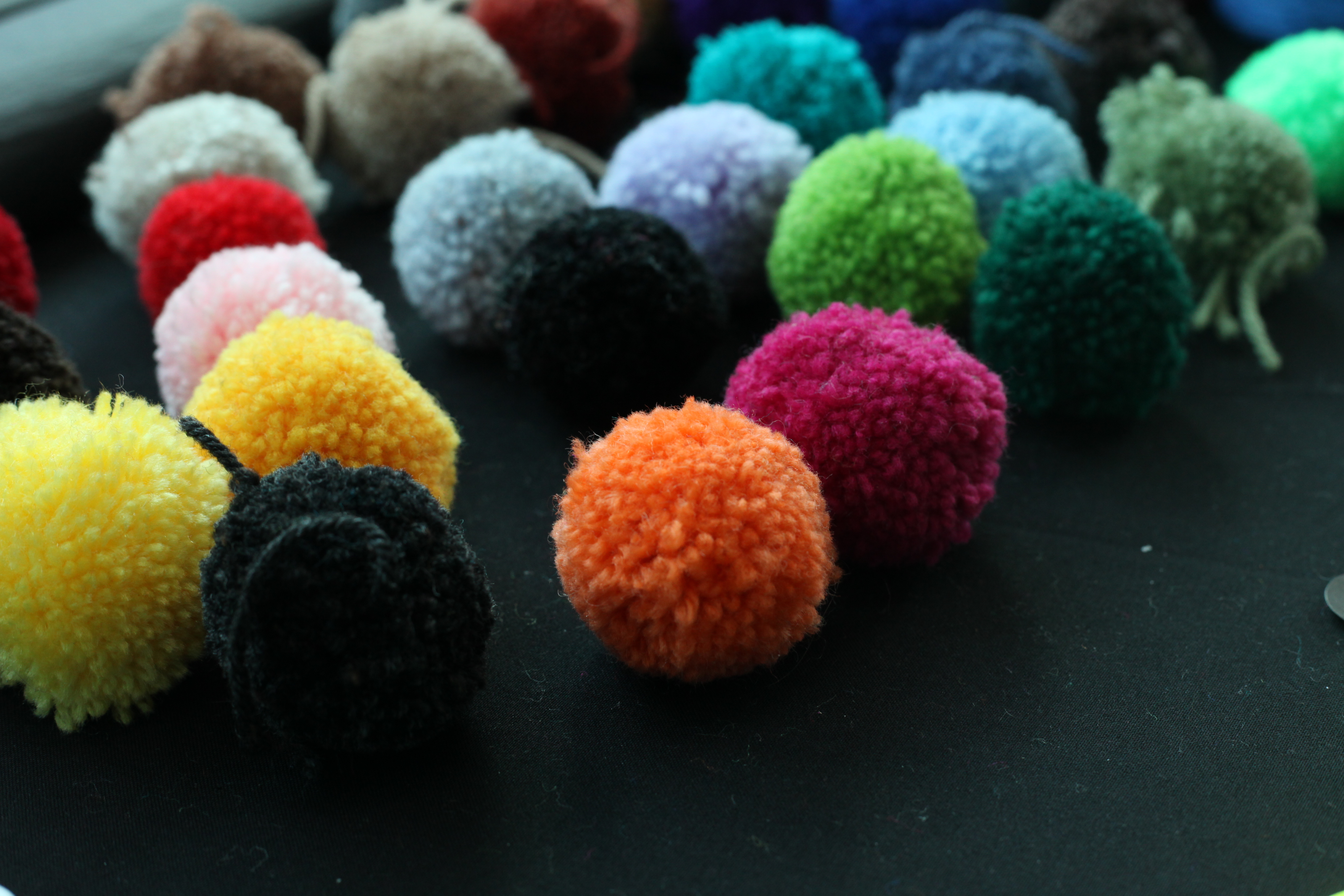
Numerosi pompon colorati

Il pompon (dal francese) anche detto ponpon (talvolta riportato con la grafia pon-pon) e ancora pompò e, raramente, pompone, è un fiocco o nappa, composto da fili di uguale lunghezza, di lana, seta o altro, disposti a partire dal centro dello stesso in direzione radiale.

## Utilizzi
Il pompon può trovarsi su alcuni indumenti, in particolare su cappelli come i toque. Compare anche in alcune uniformi militari anche per indicare l'appartenenza ad una determinata fazione. Ciò trova ad esempio conferma in copricapi come gli sciaccò e le uniformi della marina francese, caratterizzate da berretti con pompon rossi.
Il pompon è un accessorio alla base del cheerleading, disciplina acrobatica statunitense, soprattutto femminile, nel corso delle quale le praticanti supportano gli atleti maschili durante le competizioni sportive.